# 蒋君
蒋君（1977年11月—），湖南祁东人，中华人民共和国政治人物。

## 生平
1977年11月，蒋君出生在湖南省祁东县。1995年，蒋君考入湖南农业大学植科院园艺专业，在校期间的1998年3月加入中国共产党，2005年到湖南大学攻读公共管理专业硕士学位
1999年8月大学毕业后，蒋君进入政界，出任浏阳市镇头镇人民政府的一名秘书，2001年4月调任中共浏阳市委统战部出任一名干部。
2002年9月，蒋君调入长沙市，出任中共长沙市委办公厅信息处科员，次年7月升任副主任科员，2007年7月出任办公厅秘书一处副处长，2009年12月出任办公厅总值班室主任。2012年11月，蒋君调到长沙市开福区伍家岭街道出任工委书记、区人大常委会伍家岭街道工作委员会主任，次年8月转任洪山管理局党委副书记、浏阳河街道工委书记，2014年2月转任湘雅路街道工委书记。2016年8月，蒋君成为长沙市开福区人民政府党组成员、副区长提名人选，同年11月正式出任副区长。2024年10月8日，蒋君出任长沙市芙蓉区人民政府副区长、代理区长。